# Râul Lumedia
Râul Lumedia este un curs de apă, afluent al râului Cioiana. 